# Halmaj
Halmaj is een plaats (község) en gemeente in het Hongaarse comitaat Borsod-Abaúj-Zemplén. Halmaj telt 1912 inwoners (2001).